# Грегорі Кіз
Грегорі Кіз (англ. Gregory Keyes) — американський письменник, що працює в жанрах фентезі та наукової фантастики. Відомий як автор романів за мотивами таких популярних вигаданих всесвітів, як Зоряні війни, Вавилон-5 і The Elder Scrolls.

## Життєпис
Народився в 1963 році в місті Меридіан (Meridian) в штаті Міссісіпі. У дитинстві, у зв'язку з роботою батька, його сім'я переселилася в резервацію Навахо в Аризоні. Дуже швидко мова навахо стала для чотирирічного Грегорі другою рідною. Кіз каже, що раннє знайомство з культурою навахо пробудило в ньому інтерес до лінгвістики, звичаїв, міфів і легенд інших народів.
Кіз отримав ступінь бакалавра антропології в Університеті штату Міссісіпі. Деякий час працював археологом. Потім отримав ступінь магістра антропології в Університеті Джорджії в Афінах, де залишився викладати і писати кандидатську дисертацію по антропології на тему систем вірувань і міфології. Саме тоді вечорами після роботи він почав писати, але ще не фантастику. Він записував міфи і легенди індіанців південного сходу Америки.
Одружився з Нелл Вебб (Nell Webb), що займалася ювелірною справою. В даний час Грегорі Кіз — професійний письменник. Деякий час мешкав разом з дружиною в Сіетлі, де Нелл навчалася у вузі. Зараз вони живуть у місті Саванна у штаті Джорджія.
У 1996 році був опублікований його дебютний роман, епічна фентезі «The Waterborn» (номінувався на «Locus»-1997 (3 місце в категорії дебютних романів)), що поклала початок дилогії «Children of the Changeling». Слідом вийшло продовження «The Black God» (1997; висувався на «Locus»-1998 (22 місце)).
Далі Кіз взявся за тетралогію «Age of Unreason» (спочатку планувалася трилогія) — «Newton's Cannon» (1998; нагороджений французьким «Grand Prix de l'Imaginaire» -2002; номінувався на «Locus» -1999 (6 місце)), «A Calculus of Angels» (1999; номінувався на Locus-2000 (9 місце), вийшов у фінал "Endeavour Award "-2000), «Empire of Unreason» (2000; висувався на Locus-2001 (21 місце)) і "The Shadows of God "(2001; номінувався на «Locus»-2002 (22 місце)).
Одним з ключових епізодів кар'єри Кіза — запрошення попрацювати над романами всесвіту «Вавилон-5», яке письменник отримав незабаром після завершення «Річкової дилогії». Для молодого автора це був шанс розповісти про себе найширшій аудиторії любителів серіалу, а значить, безлічі потенційних читачів його власних романів. Природно, Кіз не міг упустити таку можливість.
Грег написав три романи за два роки (і це не рахуючи роботи над власними світами), причому зробив це на дуже високому рівні, чим довів, що може успішно працювати і в міжавторських проектах. Згодом отримав чергову пропозицію — на цей раз про всесвіт «Зоряних воєн» від творців серії «Новий Орден Джедаїв», що розповідає про вторгнення в Галактику «Зоряних воєн» войовничих прибульців Юужань-Вонгів. Кіз став автором трьох з дев'ятнадцяти романів циклу.
Одночасно з роботою над «Вавилоном-5» Грегорі починає створювати свій новий фентезійний цикл — «Епоха божевілля». Його дія розгортається на альтернативній Землі 18 століття. Втім, Кіз настільки вільно і сміливо поводиться з реальністю, так багато нового вводить в наш світ, що його книги буде більш правильно віднести до історичного фентезі, ніж до альтернативної історії.
Світ «Епохи божевілля» мало схожий на наш з вами. Проте, знайомі назви і герої змушують вживатися в нього і співпереживати персонажам. Тетралогія є дивовижною мозаїкою, що складена з різних, часом несумісних елементів. Єдиний, мабуть, недолік романів Кіза — те, що другорядні герої часом виглядають цікавіше центральних, нехай і не набагато. Почасти це проявляється і в пізніших роботах письменника.
У 2002 році Кіз, написавши роман «Терновий король», започаткував серію епічного фентезі «Королівство кісток і тернів», мабуть, одному з найкращих циклів сучасності. Такої думки дотримуються не тільки численні читачі і критики, а й імениті письменники сучасності. Роберт Сальваторе, Чарльз де Лінт, Террі Брукс і Кетрін Куртц — всі вони висловлюються про це творіння Грегорі Кіза виключно в захоплених тонах.

## Твори

### Chosen of the Changeling
- The Waterborn (Діти великої річки, 1996), ISBN 0-345-40393-2
- The Blackgod (Боги великої річки, 1997), ISBN 0-345-40394-0

### The Age of Unreason (Епоха божевілля)
- Newton's Cannon (Гармата Ньютона, 1998), ISBN 1-56865-829-X
- A Calculus of Angels (Обчислення ангелів, 1999), ISBN 0-7394-0260-9
- Empire of Unreason (Імперія хаосу, 2000), ISBN 0-345-40609-5
- The Shadows of God (Тіні Бога, 2001), ISBN 0-345-43904-X

### Babylon 5: The Psi Corps Trilogy (Трилогія Вавилон 5: Псі-корпус)
- Dark Genesis: The Birth of the Psi Corps (Темне походження: Народження Псі-корпусу, 1998), ISBN 0-345-42715-7
- Deadly Relations: Bester Ascendant (Смертельні зв'язки: Піднесення Бестера, 1999), ISBN 0-345-42716-5
- Final Reckoning: The Fate of Bester (Фінальний розрахунок: Доля Бестера, 1999), ISBN 0-345-42717-3

### Star Wars: The New Jedi Order (Зоряні війни: Новий Орден Джедаїв)
- Edge of Victory I: Conquest (На межі перемоги I: Завоювання, 2001), ISBN 0-345-42864-1
- Edge of Victory II: Rebirth (На межі перемоги II: Відродження, 2001), ISBN 0-345-44610-0
- The Final Prophecy (Останнє пророцтво, 2003), ISBN 0-345-42875-7

### The Kingdoms of Thorn and Bone (Королівство кісток і тернів)
- The Briar King (Терновий король, 2003), ISBN 0-345-44066-8
- The Charnel Prince (Принц Чарнел, 2004), ISBN 0-345-44067-6
- The Blood Knight (Лицар крові, 2006), ISBN 0-345-44068-4
- The Born Queen (Народження королеви, 2008), ISBN 0-345-44069-2

### The Elder Scrolls (Старовинні сувої)
- The Elder Scrolls: The Infernal City (Пекельне місто, 2009), ISBN 978-0-345-50801-0
- Lord of Souls (Повелитель душ, 2011), ISBN 978-0-345-50802-7

### Інші
- The Hounds of Ash: and Other Tales of Fool Wolf (2008), ISBN 1-894063-09-0
- Dawn of the Planet of the Apes: Firestorm (2014), ISBN 978-1783292257
- XCOM 2: Resurrection (2015), ISBN 978-1608877126
- Independence Day: Crucible (2016) ISBN 978-1785651304